# 우크라이나 정교회 (모스크바 총대주교청)

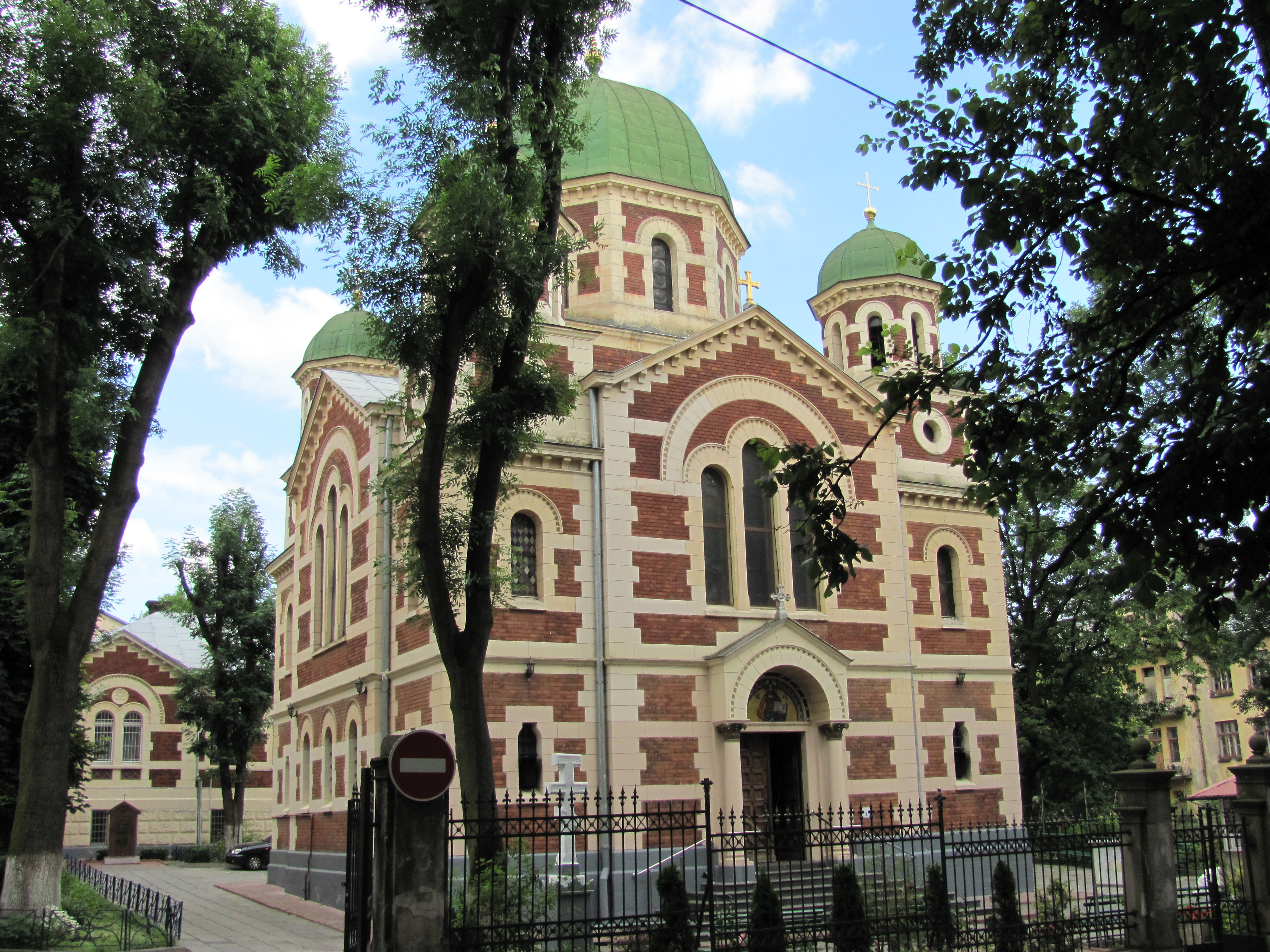
리비우에 있는 유일한 모스크바 총대주교청 산하 우크라이나 정교회 성당인 성 요르요스 성당

모스크바 총대주교좌 우크라이나 정교회(우크라이나어: Українська православна церква Московського патріархату; 러시아어: Украинская православная церковь Московского патриархата)는 우크라이나에 있는 동방 정교회 가운데 하나이다. 러시아 정교회(모스크바 총대주교청) 산하에 있는 자치 교회에 준하는 자치 관리 교회이다. 2010년 1월 1일 통계에 따르면, 본당과 성직자 수에 있어서 우크라이나 최대의 종교 단체이다. 2018년 라줌코프 센터의 여론조사 결과, 우크라이나인 정교회 신자들 중 19.1%가 모스크바 총대주교좌 우크라이나 정교회에 속해 있다.
교회 지도자는 ‘키이우와 우크라이나 전역의 수도 대주교’(Митрополит Київський і всієї України)라는 직함을 갖고 있다. 현재 지도자는 2014년 8월 17일 이래 오누프리 베레조프스키이다.

## 역사
우크라이나의 동방 정교회는 본래 러시아 정교회의 소속 교회였으며, 1990년 10월 27일 모스크바 총대주교청의 허락을 받아 자치권을 획득하고 우크라이나 정교회라는 공식 명칭을 받게 되었다. 우크라이나 정교회는 스스로 키예프 루시 및 우크라니아 기독교의 정통 계승자를 자처하며, 988년 블라디미르 1세 대공이 세례를 받은 것을 시작으로 역사가 시작되었다고 주장하고 있다. 1992년 우크라이나 정교회의 수장인 키이우와 전 우크라이나의 수도 대주교로서 빅토르 사보단이 공식 착좌하였다.
모스크바 총대주교청 산하 우크라이나 정교회는 동방 정교회 내에서 공식 인정을 받아 완전한 교회법에 의한 지위를 받고 있는 유일한 교회이며 다른 국가의 정교회와도 완전한 친교를 이루고 있다. 우크라이나 정교회는 현재 우크라이나에서 가장 교세가 큰 종교단체로서 우크라이나에서 가장 많은 개수의 본당과 10,000개가 넘는 단체를 보유하고 있다. 또한 우크라이나 정교회는 우크라이나 전체 인구의 75퍼센트가 우크라이나 정교회 신자라고 주장하고 있다.
하지만 설문조사의 주체에 따라 상당한 차이를 보이고 있다. 스트랫포의 설문 조사에 의하면, 우크라이나 인구의 50퍼센트 이상이 모스크바 총대주교청 산하의 우크라이나 정교회 신자라고 나온다. 하지만 라줌코프 센터의 설문조사에서는 라이벌 관계인 키이우 총대주교청 산하 우크라이나 정교회의 교세가 더 웃도는 것으로 나온다.
이를 둘러싼 논쟁에서 확실한 결론은 나오지 않고 있으며, 실제로 많은 우크라이나 정교회 신자들도 자신이 어느 쪽에 속하는지 특별히 구별하고 있지 않고 있으며, 자신들이 참석하는 성당의 소속도 그다지 의식하지 않고 있다. 이러한 점으로 미루어볼 때, 여론조사 결과를 실제 교회들의 교세를 보여주는 척도로 보기에는 어렵다는 점을 보여준다. 또한, 우크라이나 국민들이 모스크바 총대주교청 산하 우크라이나 정교회의 심장부라고 할 수 있는 남부나 동부보다는 서부 우크라이나 지역에 더 많이 거주하고 있기 때문에, 신도들의 숫자에서 지리적인 요소도 매우 중요하다고 볼 수 있다.
2006년 당시 우크라이나 정교회는 국내에 우크라이나의 모든 정교회 단체의 약 68퍼센트에 해당하는 10,875개의 등록된 종교 단체를 보유하고 있으며, 이들 대부분은 중앙과 동부 및 서부 지역에 위치하고 있으며, 우크라이나에서 가장 큰 종교계로 350만 명에 달하는 교인들을 갖고 있다고 주장하였다. 모스크바 총대주교청 산하 우크라이나 정교회는 자신들 외에 다른 우크라이나 정교회 교파들을 ‘종파분열주의를 부추기는 국수주의적 단체’로 간주하고 있다. 이에 대해 다른 우크라이나 정교회에서는 어느 한쪽이 정통성을 내세우는 것은 교리적으로 성립되지 않는다고 맞받아치고 있다.
현재 모스크바 총대주교청 산하 우크라이나 정교회는 42곳의 교구와 58명의 주교, 8516명의 사제, 443명의 보제를 보유하고 있다.
2018년까지는 동방 정교회 내에서 교회법상 위치를 합법적으로 인정받고 있는 유일한 교회 모스크바 총대주교청 산하에 있는 우크라이나 정교회 뿐이었으나, 2018년 10월 콘스탄티노폴리스 총대주교청에서 다른 2개 정교회 교단의 지위도 승인하고, 기존의 모스크바 총대주교청 산하 우크라이나 정교회를 독립 교회로 승인했다. 러시아 정교회는 이에 반발해 동방 정교회의 분열이 발생했다.

## 같이 보기
- 우크라이나 정교회
- 콘스탄티노폴리스 총대주교청
- 러시아 정교회
- 우크라이나 정교회 시게투마르마치에이 대리구